# Dryopteris subspinulosa
Dryopteris subspinulosa là một loài dương xỉ trong họ Dryopteridaceae. Loài này được Christ C. Chr. mô tả khoa học đầu tiên năm 1905.